# بوني تايلور
بوني تايلر (بالإنجليزية: Bonnie Tyler)‏ هي مغنية من ويلز شهرتها في العقديين 1970 و 1980.

## وصلات خارجية
- بوني تايلور على موقع IMDb (الإنجليزية)
- بوني تايلور على موقع روتن توميتوز (الإنجليزية)
- بوني تايلور على موقع ألو سيني (الفرنسية)
- بوني تايلور على موقع ميوزك برينز (الإنجليزية)
- بوني تايلور على موقع تيرنر كلاسيك موفيز (الإنجليزية)
- بوني تايلور على موقع أول موفي (الإنجليزية)
- بوني تايلور على موقع قاعدة بيانات الأفلام السويدية (السويدية)
- بوني تايلور على موقع إن إن دي بي (الإنجليزية)
- بوني تايلور على موقع أول ميوزيك (الإنجليزية)
- بوني تايلور على موقع ديسكوغز (الإنجليزية)
- بوني تايلور على موقع ديسكوغز (الإنجليزية)

- الموقع الرسمي